# 盲導鈴

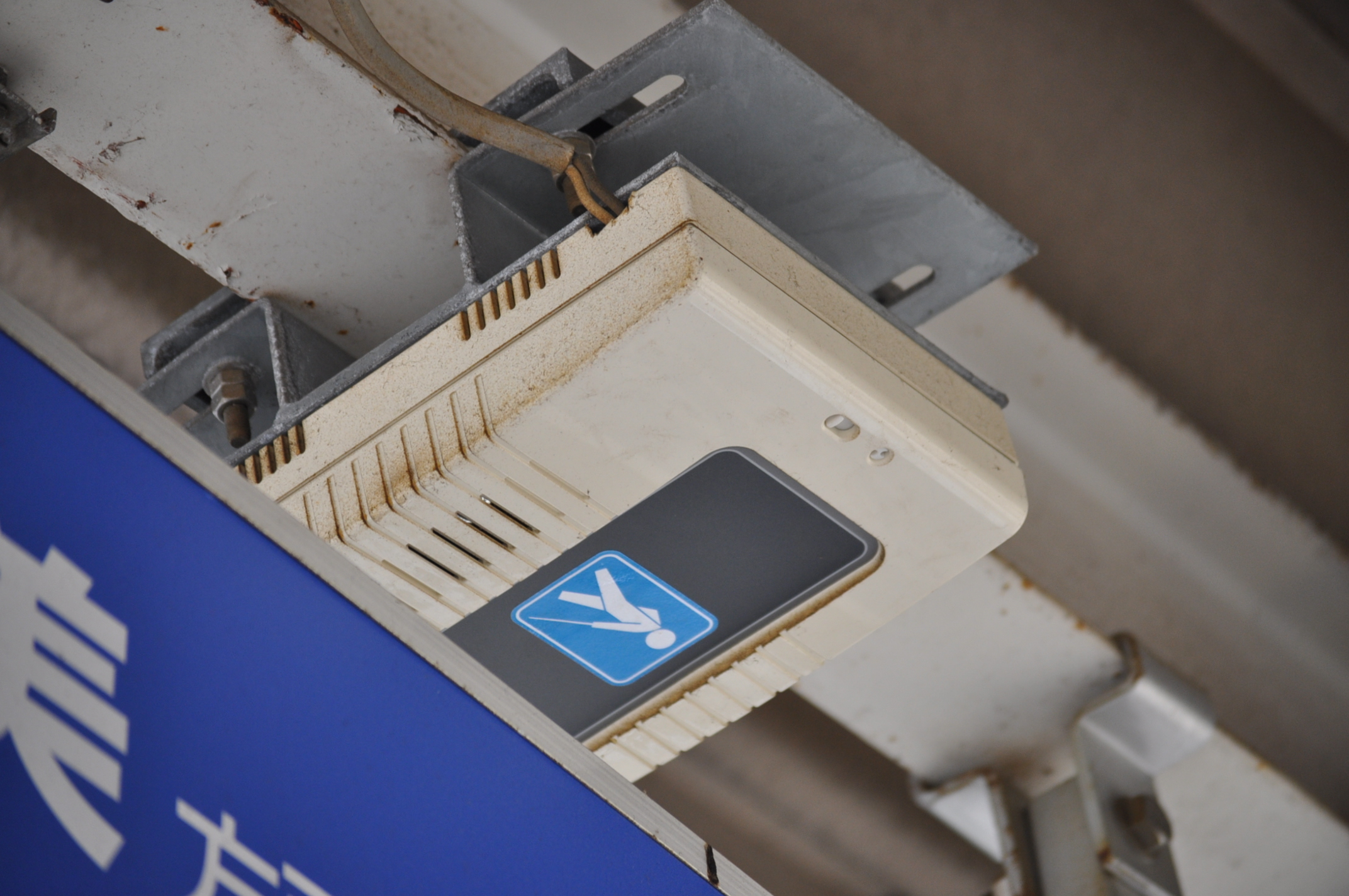
駅プラットフォームの屋根に設置されている盲導鈴（香椎駅）

盲導鈴（もうどうれい）は、視覚障害者を安全に建物の入口等に誘導するための音声誘導装置（誘導チャイム、誘導鈴とも）。通常、高低の2音を組み合わせた電子チャイムが用いられる。公共施設の入口等に設置されるが、鉄道車両への取り付けも見られるようになっている。

## 音
通常、発振回路やメロディICなどによる「ピンポン」という音が用いられる。正弦波のものも存在する。それ以外では、鳥の鳴き声や短いメロディの流れるものも存在する。

## 設置例
- 駅（改札口付近やプラットホーム上など）
- 市役所・町役場・村役場
- 病院
- 公民館
- 図書館
- コンサートホール
- 東武鉄道新製車・修繕車 - 60000系・50000系列・9000系・9050系・80000系（9101Fを除く地下鉄副都心線直通対応車のみ）
- 阪神電鉄新造車・改造車 - 1000系・5500系（リニューアル編成のみ）・5550系・5700系・8000系（8231F以降のリニューアル）・
  - ドア上部に取り付けており、ドア開放時に鳴らすようにすることで、どのドアが開いているのかを聴覚的に判別させやすくしている。
- 南海電鉄 - 2200系・2230系・7100系（ワンマン運転対応車両のみ）・2300系・8000系・8300系・6200系（更新車のみ）・9000系（更新車のみ）・6200系50番台・12000系
- 京成電鉄 - 3100系(2代)
- 新京成電鉄 - 80000系
- 大阪モノレールの更新・改造車
- 山陽電鉄新造車 - 6000系
- 京王電鉄 - 5000系(2代目)
- 都営地下鉄 - 10-300形・12-600形
- 小田急電鉄 - 5000形・30000形（リニューアル編成のみ）